# Dušan Drašković
Dušan Drašković, latinizado como Dusan Dráskovic (Bania Luka, Yugoslavia, 20 de junio de 1939), es un exfutbolista y director técnico de fútbol con pasaporte montenegrino y ecuatoriano.

## Carrera profesional
Dušan Drašković fue director técnico de la selección de fútbol de Ecuador entre el 1 de abril de 1988 y el 20 de septiembre de 1993, siendo el primero en llevar a una de las selecciones más débiles a un cuarto lugar en Copa América, en 1993. Estuvo en las eliminatorias para Italia 1990 y Estados Unidos 1994. 
En 1994 dirigió al Bragantino, de Brasil, y en 1995 se hizo cargo del Barcelona Sporting Club, de Guayaquil.
En 1996 y 1997, se hizo cargo de la selección de fútbol de Bolivia.
En la temporada 2000-01, entrenó al Comunicaciones de Guatemala, equipo al que volvió en 2004. También dirigió al Emelec, de Ecuador. En 2003 dirigió al Junior de Barranquilla en reemplazo del también montenegrino Dragan Miranović. Duró solamente seis meses en el equipo y en 2007 se hizo cargo del Deportivo Quito.
También fue entrenador de la Liga Deportiva Universitaria de Guayaquil.
Actualmente trabaja en las formativas de fútbol de la Universidad Católica de Santiago de Guayaquil. 

### Participaciones internacionales
- Copa América 1989, Copa América 1991 y Copa América 1993;
- eliminatoria para el Mundial de Italia 1990 y eliminatoria para el Mundial de EUA 1994.

## Clubes

### Como jugador
| Club               | País       | Año       |
| ------------------ | ---------- | --------- |
| Spartak Subotica   | Yugoslavia | 1958-1959 |
| Vojvodina Novi Sad | Yugoslavia | 1960      |
| FK Radnički Niš    | Yugoslavia | 1963-1964 |
| FK Vrbas           | Yugoslavia | 1969-1970 |

### Como entrenador
| Club                                | País         | Año       |
| ----------------------------------- | ------------ | --------- |
| FK Vrbas                            | Yugoslavia   | 1976-1977 |
| Vojvodina Novi Sad                  | Yugoslavia   | 1981-1982 |
| FK Vrbas                            | Yugoslavia   | 1985-1986 |
| Spartak Subotica                    | Yugoslavia   | 1987      |
| Selección de fútbol de Ecuador      | Ecuador      | 1988-1993 |
| Bragantino                          | Brasil       | 1994      |
| Barcelona SC                        | Ecuador      | 1995      |
| Selección de fútbol de Bolivia*     | Bolivia      | 1995-1998 |
| Selección de fútbol de Sierra Leona | Sierra Leona | 2000      |
| Comunicaciones                      | Guatemala    | 2000-2001 |
| Atlético Junior                     | Colombia     | 2003      |
| Macará                              | Ecuador      | 2004      |
| Emelec                              | Ecuador      | 2004      |
| Comunicaciones                      | Guatemala    | 2004      |
| Deportivo Quito                     | Ecuador      | 2007      |
| Atlético Ensenada                   | México       | 2020      |

* También fue asistente.